# بشير غرب إفريقي
بشير غرب أفريقي (الاسم العلمي:Polypterus retropinnis) (بالإنجليزية: West African bichir)‏ هي نوع من الأسماك تتبع جنس كثيرة الزعانف من فصيلة كثيرات الزعانف.